# 丹尼尔·波维
丹尼尔·波维（英語：Daniel Povey），是一位语音识别和人工智能方面的英国研究人员。丹尼尔·波维从剑桥大学毕业，2003年至2012年，他在微软和IBM担任研究职位。在2019年8月被解雇之前，丹尼尔·波维曾在约翰·霍普金斯大学担任怀廷工程学院的非学位副研究教授。2019年8月末，在被约翰·霍普金斯大学解雇后，波维计划开始为Facebook工作，但就在他开始为Facebook工作的前几天，他拒绝了Facebook的雇佣条件。丹尼尔·波维于2019年11月被任命为小米公司的首席语音科学家，并于2020年10月继续担任该职位。丹尼尔·波维也是语音软件Kaldi的主要架构师和维护者。

## 约翰·霍普金斯抗议
2019年5月8日，约翰·霍普金斯大学的抗议进入第35天，抗议校园军事化和加兰厅的地方警察机构，限制所有教职员工和学生进入。约翰·霍普金斯大学的主要行政大厅加兰厅是波维预计维护的服务器所在地。约翰·霍普金斯大学称，丹尼尔·波维在5月8日之前几次被拒绝进入该建筑。在丹尼尔·波维的带领下，反抗议者进入了该建筑，丹尼尔·波维开始用一套螺栓钳从门上拆除链条。在拆除链条的过程中，静坐抗议者的手机录像显示了丹尼尔·波维和抗议者之间的混战，他们最终将波维抬出了大楼。尽管丹尼尔·波维坚称自己是视频中被袭击的人，但该大学表示，丹尼尔·波维的许多行为，例如在上午12点带领一群反抗议者在校园周围使用一套螺栓切割器，威胁到了学生和大学的安全。丹尼尔·波维被停职，并最终于2019年8月被学校开除。